# Ресничести червеи
Ресничестите червеи, още турбеларии (Turbellaria) са клас плоски червеи. Най-често са свободно живеещи във водите или във влажни места на сушата. Малък брой са паразити. Най-известна е една сладководна група – т. нар. планарии (представител Dendrocoelium lacteum).
Тялото е с листовидна или близка до нея форма. Епидермисът е ресничест. Едноклетъчни жлези в него отделят слуз, която защитава тялото и подпомага движенията му. Ресничестите червеи се движат с пълзене. То се постига отчасти с биене на ресничките на епидермиса, отчасти с вълнообразни съкращения на мускулите.

## Биологични характеристики

### Хранене
Устата на ресничестите червеи е разположена коремно на необичайно място – близо до средата на тялото. Интересно е дали това е резултат от собствената еволюция на класа Turbellaria или е запазен древен белег на двустранно-симетричните.
Свободно живеещите ресничести червеи са хищници. Те улавят жертвата с предния си край, като я „слепват“ със слузест секрет. След това тялото се сгъва коремно, така че предният край да доближи устата и жертвата се поема в глътката.

### Нервна система
Сетивните органи са добре развити. Ресничестите червеи имат чифт очни петна, разположени гръбно в предния край. Притежават и хеморецептори и рецептори за допир. При планариите те са събрани отстрани на главата в израстъци, подобни на уши. Някои ресничести червеи имат и равновесни органи – статоцисти.

### Отделителна система
Притежават отделителна система от протонефридиен тип.

### Размножаване
Турбелариите се размножават полово. Развитието обикновено е пряко. Някои морски представители се развиват непряко през ресничеста ларва. Освен полово много видове могат да се размножават и безполово чрез напречно делене.